# Lista över svenska infanteriregementen
Detta är en lista över svenska militära förband tillhörande infanteriet. Aktiva regementen är markerade med fet text.
Numreringen infördes 1816 och regementen som upphört dessförinnan saknas.

## Infanteriregementen i nummerordning
- I 1    - Svea livgarde (1521–1808, 1809–2000)
- LG    - Livgardet (2000– )
- I 2    - Göta livgarde (1894–1939), förbandet återupptogs 1942 inom pansartrupperna
- I 2    - Värmlands regemente (1939–2000), omnumrerat från I 22 1939
- I 3    - Livregementet till fot (1893–1904)
- I 3    - Livregementets grenadjärer (1904–2000)
- I 4    - Första livgrenadjärregementet (1816–1927)
- I 4    - Livgrenadjärregementet (1928–1997)
- I 5    - Andra livgrenadjärregementet (1816–1927)
- I 5    - Jämtlands fältjägarkår (1820–1853, 1892–1997, 2000–2004, 2022–) omnumrerat från I 23 1928
- I 6    - Västgöta regemente (1811–1927)
- I 6    - Norra skånska infanteriregementet (1811–1963), omnumrerat från I 24 1928, överfört till pansartrupperna 1963
- I 7    - Karlskrona grenadjärregemente (1902–1927)
- I 7    - Södra skånska infanteriregementet (1811–1963), omnumrerat från I 34 1816 och från I 25 1928, överfört till pansartrupperna 1963
- I 8   - Upplands regemente (1624–1957)
- I 9    - Skaraborgs regemente (1624–1942), överfört till pansartrupperna 1942
- I 10   - Södermanlands regemente (1634–1942, 1957–1963), överfört till pansartrupperna 1963
- I 11   - Kronobergs regemente (1623–1997)
- I 12   - Jönköpings regemente (1623–1927)
- I 12   - Jönköpings-Kalmar regemente (1928–1948)
- I 12   - Norra Smålands regemente (1948–1997)
- I 12   - Smålands regemente (1998–2000)
- I 13   - Dalregementet (1617–2000, 2021– )
- I 14  - Hälsinge regemente (1630–1997)
- I 15  - Älvsborgs regemente (1624–1997)
- I 16   - Västgöta-Dals regemente (1624–1901)
- I 16   - Hallands regemente (1902–2000)
- I 17   - Bohusläns regemente (1661–1992)
- I 18   - Västmanlands regemente (1628–1927)
- I 18   - Gotlands infanterikår (1928–1936), omnumrerat från I 27 1928
- I 18   - Gotlands infanteriregemente (1936–1963) överfört till pansartrupperna 1963
- I 19   - Norrbottens regemente (1892–1975, 2000– ) överfört till pansartrupperna 1994
- I 19/P 5   - Norrbottens regemente med Norrbottens pansarbataljon (1975–1994)
- I 20   - Kalmar regemente (1623–1892)
- I 20   - Västerbottens regemente (1624–2000)
- I 21   - Kalmar regemente (1892–1927), omnumrerat från I 20 1892
- I 21   - Närkes regemente (1812–1893)
- I 21   - Västernorrlands regemente (1869–2000, 2022– ), omnumrerat från I 28 1928 och från I 29 1902
- I 22   - Värmlands regemente (1812–1939) omnumrerat till I 2 1939
- I 22   - Lapplands jägarregemente (1975–2000)
- I 23   - Jämtlands fältjägarregemente (1820–1853, 1892–1927), omnumrerat till I 5 1928
- I 24   - Norra skånska infanteriregementet (1811–1927), omnumrerat till I 6 1928
- I 25   - Södra skånska infanteriregementet (1811–1927), omnumrerat från I 34 1816 och omnumrerat till I 7 1928
- I 26   - Vaxholms grenadjärregemente (1902–1927)
- I 27   - Gotlands infanteriregemente (1887–1927) omnumrerat till I 18 1928
- I 28   - Västernorrlands regemente (1902–1927), omnumrerat från I 29 1902 och omnumrerat till I 21 1928
- I 29   - Västernorrlands regemente (1893–1902), omnumrerat till I 28 1902
- I 30   - Blekinge bataljon (1886–1901)
- I 31   - Stockholms regemente (1940–1945), fördubblingsregemente till I 1 under andra världskriget
- I 33   - Nerikes regemente (1940–1945), fördubblingsregemente till I 3 under andra världskriget
- I 34   - Södra skånska infanteriregementet (1811–1927), omnumrerat till I 25 1816 - 1940–1945 brukat av Östgöta Regemente 1940-1945, fördubblingsregemente till I 4 under andra världskriget
- I 35   - Härjedalens regemente (1940–1945), fördubblingsregemente till I 5 under andra världskriget
- I 37   - Malmöhus regemente (1941–1945), fördubblingsregemente till I 7 under andra världskriget
- I 38   - Roslagens regemente (1941–1945), fördubblingsregemente till I 8 under andra världskriget
- I 41   - Södra Smålands regemente (1940–1945), fördubblingregemente till I 11 under andra världskriget
- I 42   - Norra Smålands regemente (1941–1945), fördubblingregemente till I 12 under andra världskriget
- I 43   - Kopparbergs regemente (1941–1945), fördubblingregemente till I 13 under andra världskriget
- I 44   - Gästriklands regemente (1941–1945), fördubblingregemente till I 14 under andra världskriget
- I 45   - Västgöta regemente (1940–1945), fördubblingregemente till I 15 under andra världskriget
- I 46   - Varbergs regemente (1941–1945), fördubblingregemente till I 16 under andra världskriget
- I 47   - Göteborgs regemente (1941–1945), fördubblingregemente till I 17 under andra världskriget
- I 50   - Lapplands regemente (1941–1945), fördubblingregemente till I 20 under andra världskriget
- I 51   - Ångermanlands regemente (1941–1945), fördubblingregemente till I 21 under andra världskriget

## Infanteriregementen i bokstavsordning
- Adlerkreutz regemente
- af Paléns värvade regemente
- Andre gardesregementet (äldre)
- Andre gardesregementet (yngre)
- Andra livgardet
- Andra livgrenadjärregementet      - I 5
- Andra tyska grenadjärbataljonen
- Arméns jägarskola                 - JS
- Björneborgs läns infanteriregemente
- Blekinge bataljon                 - I 30
- Blå regementet (1698)
- Bohusläns regemente               - I 17
- Bremiska infanteriregementet
- Dalregementet                     - I 13
- Disciplinkompaniet
- Drottningens livregemente till fot
- Elbingska infanteriregementet
- Finska gardesregementet
- Fleetwoodska regementet
- Första livgardet
- Första livgrenadjärregementet     - I 4
- Första tyska grenadjärbataljonen
- Garnisonsregementet i Göteborg
- Gotlands infanterikår             - I 18
- Gotlands infanteriregemente       - I 27, I 18
- Gotlands nationalbeväring
- Gyllengranatska regementet
- Göta livgarde                     - I 2
- Hallands bataljon                 - I 28
- Hallands regemente                - I 16
- Hessensteinska regementet
- Hälsinge regemente                - I 14
- Hälsinge-Gästriklands och Jämtlands tre, fyra och femmänningsbataljon
- Infanteribataljonen i Stade
- Jägerhornska regementet
- Jämtlands dragonregemente
- Jämtlands fältjägarkår
- Jämtlands fältjägarregemente      - I 23, I 5
- Jämtlands infanteriregemente
- Jämtlands regemente till fot
- Jönköpings regemente              - I 12
- Jönköpings-Kalmar regemente      - I 12
- Kajana jägarbataljon
- Kalmar regemente                  - I 20, I 21
- Karelska jägarkåren
- Karlskrona grenadjärregemente     - I 7
- Konungens eget värvade regemente
- Koloni- eller Blå regementet (1696)
- Kronobergs regemente              - I 11
- Kronprinsens regemente
- Kymmenegårds läns infanteriregemente
- Landskronas garnisonskompani
- Lapplands jägarregemente          - I 22
- Livgardet                         - LG
- Livgrenadjärregementet
- Livgrenadjärregementet            - I 4
- Livregementet till fot            - I 3
- Livregementsbrigadens lätta infanteribataljon
- Livregementets grenadjärkår
- Livregementets grenadjärer        - I 3
- Malmö garnisonsregemente
- Meijerfeldtske friskyttekåren
- Norra Smålands regemente          - I 12
- Norra skånska infanteriregementet - I 24, I 6
- Norrbottens fältjägarkår
- Norrbottens regemente             - I 19
- Norrbottens regemente med Norrbottens pansarbataljon - I 19/P 5
- Nylands infanteriregemente
- Nylands jägarbataljon
- Närke regemente                   - I 21
- Närke-Värmlands regemente
- Närke-Värmlands tremänningsregemente till fot
- Pommerska infanteriregementet
- Pommerska invalidkåren
- Pommerska legionens infanterikår
- Prins Fredrik Adolfs värvade infanteriregemente
- Prins Gustavs regemente
- Prins Karls livregemente till fot
- Rigiska garnisonsregementet
- Rigiska guvernementsinfanteriet
- Sachsiska infanteriregementet
- Saltzaske regementet
- Sandels jägarkår
- Savolax fotjägarregemente
- Savolax fribataljon
- Savolax (Nyslotts) fördubblingsinfanteribataljon, jämte tremänningar
- Savolax och Nyslotts läns infanteriregemente
- Savolax infanteriregemente
- Savolax lätta infanteriregemente
- Skaraborgs regemente              - I 9
- Smålands dragonregementes infanteribataljon
- Smålands grenadjärkår             - I 7
- Smålands regemente                - I 12
- Smålands tremänningsregemente
- Smålands tre och femmänningsregemente
- Smålands femmänningsregemente
- Smålands grenadjärbataljon
- Stedingkska regementet
- Stralsundske garnisonsregemente
- Svea livgarde                     - I 1
- Svenska gardesregementet
- Svenska grenadjärbataljonen
- Svenska värvade livregementet till fot
- Södermanlands regemente           - I 10
- Södra skånska infanteriregementet - I 34, I 25, I 7
- Tavastehus läns infanteriregemente
- Tavastehus läns regemente jägarbataljonen
- Tavastehus, Viborgs och Nyslotts läns tremännings infanteriregemente
- Tyska livregementet till fot
- Uleåborgs lätta infanteriregemente
- Upplands regemente                - I 8
- Upplands femmänningsregemente
- Wachtmeisterska regementet
- Vakanta Hamiltonska infanteriregementet
- Vaxholms grenadjärregemente       - I 26
- Viborgs läns infanteriregemente
- Värmlands fotjägarbataljon
- Värmlands fältjägarkår            - I 26
- Värmlands fältjägarregemente
- Värmlands regemente               - I 22, I 2
- Västerbottens fältjägarkår
- Västerbottens fältjägarregemente
- Västerbottens regemente           - I 19, I 20
- Västernorrlands bataljon
- Västernorrlands beväringsbataljon
- Västernorrlands regemente         - I 29, I 28, I 21
- Västgöta regemente                - I 6
- Västgöta tremänningsregemente till fot
- Västgöta fyr- och femmänningsregemente
- Västgöta-Dals regemente           - I 16
- Västmanlands regemente           - I 18
- Västra skånska regementet till fots
- Ångermanlands, Medelpads och Jämtlands regemente
- Åbo läns infanteriregemente
- Åbo, Björneborgs och Nylands tremännings infanteriregemente
- Älvsborgs regemente              - I 15
- Änkedrottningens livregemente
- Österbottens infanteriregemente
- Östgöta infanteriregemente
- Östgöta och Södermanlands tremänningsregemente
- Östra Skånska regementet